# Apogonia katangensis
Apogonia katangensis är en skalbaggsart som beskrevs av Frey 1960. Apogonia katangensis ingår i släktet Apogonia och familjen Melolonthidae. Inga underarter finns listade i Catalogue of Life.